# Tiffany Fallon
Pour les articles homonymes, voir Fallon.
Cara Zavaleta Destiny Davis
Carmella DeCesare Kara Monaco
Tiffany Fallon est une américaine, modèle de charme et reine de beauté. Elle a posé pour le magazine Playboy en tant que playmate, désignée playmate du mois de décembre 2004 puis playmate de l'année 2005.

## Biographie
Elle a tout d'abord travaillé comme hôtesse de l'air. Avant d'être playmate, elle a été Miss Géorgie USA en 2001 puis deuxième dauphine de Miss USA la même année.
Étant élue playmate de l'année 2005, elle reçut 100 000 dollars et une Chevrolet Corvette bleue ; elle est la deuxième plus âgée playmate de l'histoire de Playboy à être choisie playmate de l'année (à 31 ans, la première étant Kathy Shower à l'âge de 33 ans). Elle a servi à la modélisation de la fille ultime (« Player Slayer ») du jeu vidéo Mojo Master.
Elle a participé au jeu de Donald Trump, The Celebrity Apprentice. Elle fut la première à être virée.
Tiffany Fallon a épousé, le 23 avril 2006,  Joe Don Rooney du groupe Rascal Flatts et ils ont eu trois enfants, nés en 2008, 2010 et 2014. Ils se séparent en 2016 et divorcent en 2022, au motif que les deux ont noué des relations adultères, et que Rooney est alcoolique et se drogue.

## Citation
« Why I love Tennessee? Country music, cowboys, Graceland, great football and Southern hospitality. »
Ce qui peut être traduit par :
« Pourquoi j'aime le Tennessee ? Pour la country, les cow-boys, Graceland, le football américain et l'hospitalité du sud. »

## Apparitions dans les numéros spéciaux dePlayboy
- Playboy's Playmate Review 2005 (Couverture, pages 1–3, 84-93)
- Playboy's Nude Playmates March-April 2006 (pages 10–13)
- Playboy's Lingerie August-September 2006 (pages 64–67)
- Playboy's Sexy 100 2006 (page 29)
- Playboy's Playmates in Bed January-February 2007 (Couverture, pages 1, 2, 4-9)
- Playboy's Playmates in Bed 2007 (pages 60–63)
- Playboy's Hot Shots 2007 (pages 38–39)
- Playboy's Sexy 100 2007 (page 22)
- Playboy's Sexy Nude Playmates (2008) (pages 12–13)
- Playboy's Sexy 100 2008 (page 37)
- Playboy's 36 Nude Playmates (2008) (page 7)
- Playboy's Centerfolds Exposed (2009) (page 4)
- Playboy's Sexy 100 2009 (page 30)